# إليجاه الكسندر
إليجاه الكسندر (بالإنجليزية: Elijah Alexander)‏ هو لاعب كرة قدم أمريكية أمريكي، ولد في 2 أغسطس 1970 في فورت وورث في الولايات المتحدة، وتوفي في 24 مارس 2010 في دالاس في الولايات المتحدة بسبب ورم نخاعي متعدد.

## وصلات خارجية
- إليجاه الكسندر على موقع مرجع كرة القدم المحترفة.كوم (الإنجليزية)